# 36213 Robertotisgreen
1999 TU158 (asteroide 36213) é um asteroide da cintura principal. Possui uma excentricidade de 0.08675990 e uma inclinação de 5.64275º.
Este asteroide foi descoberto no dia 9 de outubro de 1999 por LINEAR em Socorro.